# Rogério Forcolen
Rogério Forcolen (Novo Hamburgo, 13 de abril  de 1970) é um jornalista, apresentador, radialista, repórter, humorista e político brasileiro.

## Biografia
No rádio, Rogério Forcolen trabalhou no extinto humorístico Programa X, da Rede Atlântida, onde interpretou vários personagens, como o office-boy Rigoberto, a travesti Rebecca, o gaúcho Nerci, o alemão Luia, o rebelde Pandolfo, entre outros. Na mesma emissora, também apresentou o Programa de Rebeca, transmitido nas madrugadas.
Após o término do Programa X, em 1997, Forcolen transferiu-se para outras rádios, entre as quais a Rádio Farroupilha e Rádio ABC, de Novo Hamburgo. Na Alegria FM, apresentou o humorístico A Turma da Alegria. Também trabalhou na Rádio Guaíba de Porto Alegre.
Posteriormente, ingressou na carreira política, tornando-se Coordenador da Defesa Civil de Novo Hamburgo. Foi também presidente do Conselho Comunitário Pró-Segurança Pública (Consepro) do município.
Na televisão, Forcolen apresentou o programa jornalístico Giro da Cidade, na TV Mais Novo Hamburgo, além de narrar partidas dos clubes amadores da cidade. O apresentador comandava o programa Balanço Geral, da TV Record Rio Grande do Sul, aos sábados,substituindo Alexandre Mota em algumas ocasiões, além de ser repórter especial do programa.
No final de novembro de 2010, Forcolen transferiu-se para o Rio de Janeiro e assinou contrato com o SBT. A partir do dia 2 de dezembro do mesmo ano, comandou o programa SBT Rio.
Em janeiro de 2013, Rogério Forcolen anunciou em seu twitter que estava deixando o SBT e voltando para a antiga casa, agora na Record Rio, na qual o apresentador assinou contrato e assumiu o jornalístico Cidade Alerta Rio.  Em 9 de outubro, Rogério Forcolen apresentou o Balanço Geral RJ, exibido ás 12h00, no lugar de Wagner Montes, que, neste mesmo dia, assumiu a edição matinal do programa, ás 6h30.
Em 28 de abril de 2014, Rogério Forcolen trocou de comando com Wagner Montes e assumiu o Balanço Geral das 6h30. Em 5 de agosto, Forcolen anunciou em sua página no Facebook a sua saída da Rede Record, com quem tinha contrato até 2016. Em 29 de outubro, a RedeTV! anunciou a contratação de Rogério Forcolen para apresentar o RJ Notícias e eventualmente o RedeTV! News aos sábados. Também passou a trabalhar na Rádio Fluminense apresentando o Giro das Cidades no início do horário vespertino. Em 16 de dezembro de 2015, o apresentador discute com a equipe e acaba suspenso. Em 4 de janeiro de 2016, após 1 ano e meio, Rogério Forcolen deixou a Rede TV! após se envolver com discussões com a equipe do jornal.
Em 17 de maio de 2017, Rogério Forcolen é contratado pela Rede Comunidade, de Novo Hamburgo para apresentar o Jornal da RCT.
. Em janeiro de 2017 foi contratado pela  TV Urbana onde apresentou à partir de 6 de fevereiro o TVU Cidade.
Ainda em 2017, à altura do dia 8 de novembro, Rogério deixou a TV Urbana e o RS, pois  trabalhar na Rede Massa, afiliada do SBT no Paraná.Forcolen tornou-se titular do programa ''Tribuna da Massa Manhã" até abril de 2018 foi desligado da emissora
Em novembro de 2019, Forcolen foi contratado pela Band RS, onde comanda o Brasil Urgente RS.

## Trabalhos

### Televisão e rádio
| Período | Emissora | Função |
| --- | --- | --- |
| ---- 1997 2009 2010 - 2013 2013 2013 - 2014 2014 2014 - 2016 2014 - 2016 2016 2016 - 2017 2017 2017- 2018 2018 - 2019 2019 - atualmente | Programa X / Rede Atlântida Panorama / Rádio ABC 900 Rádio Farroupilha Balanço Geral RS / RecordTV RS SBT Rio Cidade Alerta RJ / RecordTV Rio Balanço Geral RJ / RecordTV Rio Balanço Geral RJ / RecordTV Rio Giro das Cidades / Rádio Fluminense RJ Notícias / RedeTV! RedeTV! News (aos sábados) Jornal da RCT / Rede Comunidade Giro das Cidades / Vale TV TVU Cidade / TVU Tribuna da Massa / Rede Massa Giro da Manhã / Vale TV Brasil Urgente RS / Band RS Rio Grande Agora / Ulbra TV | Apresentador humorista Apresentador comentarista Repórter policial Apresentador Interino Apresentador e editor chefe Apresentador Apresentador Apresentador Apresentador Apresentador Apresentador Apresentador Apresentador |

## Entrada na política
Forcolen candidatou-se a deputado estadual no Rio Grande do Sul nas eleições estaduais de 2022, pelo União Brasil. Utilizou o número 44190. Não se elegeu.